# SpVgg 07 Ludwigsburg
SpVgg 07 Ludwigsburg is een Duitse voetbalclub uit Ludwigsburg, Baden-Württemberg. De club is actief in voetbal, boksen, gymnastiek, tafeltennis, American Football en sport voor hartpatiënten. De voetbalafdeling speelde van 1957 tot 1997, met enkele kleine onderbrekingen altijd in de tweede of derde klasse.

## Geschiedenis
De club werd opgericht als 1. Fußballclub Ludwigsburger Kickers. Tijdens de Eerste Wereldoorlog werden de activiteiten gestaakt en toen de club terug begon na de oorlog werd de naam VfB Ludwigsburg aangenomen. In 1938 fuseerde de club met RKV Ludwigsburg en nam de huidige naam aan. In 1939/40 klopte de club aan de deur van de Gauliga, maar moest de promotie aan SpVgg Untertürkheim laten.
Na de oorlog speelde de club in de 2. Amateurliga. In 1957 eindigde de club samen met Stuttgarter SC eerste. In de wedstrijd om de titel won de club voor 7.000 toeschouwers met 1:0. In de eindronde om promotie werd de club eerste en promoveerde voor het eerst naar de 1. Amateurliga. In 1963 werd de club vicekampioen achter de amateuren van VfB Stuttgart. Het volgende jaar werd de club slechts elfde en in 1965 vocht de club tegen degradatie en moest deze vermijden door testwedstrijden tegen 1. SSV Ulm te spelen. De overwinning op Ulm was slechts uitstel van executie en in 1966 degradeerde de club. Na vier jaar promoveerde de club terug naar de 1. Amateurliga.
In het promotiejaar werd de club vicekampioen en nam deel aan de eindronde om promotie naar de Regionalliga, toen de tweede klasse. In de eindronde eindigde de club met gelijk aantal punten als FC Singen en SV Waldhof Mannheim. Er kwamen extra wedstrijden om de promovendus te bepalen. Waldhof versloeg Singen na strafschoppen en speelde dan in rechtstreeks duel met Ludwigsburg voor promotie. De club scoorde twee doelpunten op één minuut en leidde na 30 minuten met 2:0, het werd nog 2:1 maar SpVgg promoveerde wel naar de Regionalliga Süd, waar ze twee seizoenen doorbrachten en speelden tegen ronkende namen als TSV 1860 München, Karlsruher SC en de tot dan toe meest succesvolle club van het land, 1. FC Nürnberg. Tegen 1860, Nürnberg en VfR Heilbronn was het stadion telkens uitverkocht. Nürnberg werd zelfs met 5:1 verslagen.
In 1974 won de club de WFV-Pokal (de Württembergse beker). Tot 1978 speelde de club in de 1. Amateurliga en kwalificeerde zich dan voor de nieuw ingevoerde Oberliga Baden-Württemberg, waar de beste clubs van drie Amateurliga's verenigd werden. In 1982 werd de club vicekampioen. Met uitzondering van seizoen 1988/89 speelde de club tot aan de herinvoering van de Regionalliga in 1994 in de Oberliga. In de jaren tachtig had de club zware financiële problemen, maar een mecenas zorgde ervoor dat de club overeind bleef. In 1991 werd de club nog eens vicekampioen en nam dat jaar deel aan de eindronde om de Duitse amateurtitel. Na overwinning op SpVgg Unterhaching en Eintracht Trier en plaatste zich voor de finale die ze thuis speelden voor 4500 toeschouwers tegen de amateuren van Werder Bremen. Ze verloren met 1:2.
De club kwalificeerde zich in 1994 voor de Regionalliga Süd, die nu als derde klasse ging fungeren en speelde twee jaar in de betere middenmoot alvorens te degraderen in 1997. Na acht jaar in de Oberliga degradeerde de club in 2005 naar de Verbandsliga. In 2011 volgde een verdere degradatie naar de Landesliga.

## Seizoenprestaties
De laatste seizoenprestaties van de club:
| Seizoen   | Divisie                    | Niveau | Positie |
| --------- | -------------------------- | ------ | ------- |
| 1999-2000 | Oberliga Baden-Württemberg | IV     | 4e      |
| 2000-01   | Oberliga Baden-Württemberg | IV     | 10e     |
| 2001-02   | Oberliga Baden-Württemberg | IV     | 5e      |
| 2002-03   | Oberliga Baden-Württemberg | IV     | 5e      |
| 2003-04   | Oberliga Baden-Württemberg | IV     | 11e     |
| 2004-05   | Oberliga Baden-Württemberg | IV     | 18e ↓   |
| 2005-06   | Verbandsliga Württemberg   | V      | 6e      |
| 2006-07   | Verbandsliga Württemberg   | V      | 8e      |
| 2007-08   | Verbandsliga Württemberg   | V      | 4e      |
| 2008-09   | Verbandsliga Württemberg   | VI     | 6e      |
| 2009-10   | Verbandsliga Württemberg   | VI     | 3e      |
| 2010-11   | Verbandsliga Württemberg   | VI     | 16e ↓   |
| 2011-12   | Landesliga Württemberg I   | VII    | 7e      |
| 2012-13   | Landesliga Württemberg I   | VII    | 3e      |
| 2013-14   | Landesliga Württemberg I   | VII    | 5e      |
| 2014-15   | Landesliga Württemberg I   | VII    | 12e     |
| 2015-16   | Landesliga Württemberg I   | VII    | 11e     |
| 2016-17   | Landesliga Württemberg I   | VII    | 6e      |
| 2017-18   | Landesliga Württemberg I   | VII    | 13e     |
| 2018-19   | Bezirksliga Enz/Murr       | VIII   | 13e     |

Met de introductie van de Regionalliga in 1994 en de 3. Liga in 2008 als de nieuwe derde divisie, onder de 2. Bundesliga, zijn alle competities eronder een niveau omlaag gedaald.
| ↑ Gepromoveerd | ↓ Gedegradeerd |